# Platax
Platax là một chi cá trong họ cá tai tượng biển Ephippidae thuộc bộ cá vược, chúng là loài bản địa của vùng Ấn Độ Dương-Thái Bình Dương.

## Các loài
Hiện hành có 05 loài được ghi nhận trong chi này
- Platax batavianus G. Cuvier, 1831 (Humpback batfish)
- Platax boersii Bleeker, 1852 (Golden spadefish)
- Platax orbicularis (Forsskål, 1775) (Orbicular batfish)
- Platax pinnatus (Linnaeus, 1758) (Dusky batfish)
- Platax teira (Forsskål, 1775) (Longfin batfish)

Một số hóa thạch của các loài cá cũng được ghi nhận trong chi này:
- Platax altissimus Agassiz, 1842
- Platax macropterygious Agassiz, 1842
- Platax papilio Agassiz, 1842
- Platax woodwardii Agassiz, 1842